# Banu Othman
Els Banu Othman foren una tribu àrab que es va establir a la meitat del segle viii a Armènia, a la regió d'Amiuk, a l'est del Llac Van, on va establir un emirat que va durar fins al 905 en què fou ocupat pel príncep de Baspracània. Els seus governants són anomenats othmànides.